# Topo El Pauji
El Topo El Paují (10°00′47″N 66°55′56″O / 10.0131, -66.9323) es una formación de montaña ubicada al sur de El Consejo en la zona conocida como Los Naranjos al norte de la población de Pao de Zarate, Venezuela. A una altitud de 1560 m s. n. m. el Topo Paují es una de las montañas más elevadas del municipio Santos Michelena y la más alta del ramal Sur de la Cordillera de la Costa.

## Historia
A fines del siglo XIX y comienzos del XX el Topo Paují había sido parte de vastas propiedades de grandes familias latifundistas de Venezuela, muchas de las cuales acabaron en la hacienda Santa Teresa, productora del Ron Santa Teresa. Las haciendas de los montes de El Paují fueron objeto de un reparto entre parientes en los años 1940. Quienes permanecieron en propiedad de El Paují la vendieron en 1955.

## Geografía
El Topo Paují forma parte del ramal sur de la Cordillera Central de la Cordillera de la Costa, a 14 km al sur de Ocumare del Tuy. Esta es una de las pocas áreas al norte del río Orinoco que presenta una “altiplanicie” con largas extensiones de bosques nublados vírgenes. Muchos de los ríos y quebradas que nacen en esta zona de montaña, suministran el agua a la represa de Camatagua, una de las más importantes fuentes de agua para la ciudad de Caracas. Forma parte también de los límites de la cuenca del río Tuy, a unos 15 km del Parque nacional Guatopo.

## Flora
El macizo Topo Paují se resalta por ser un área prioritaria de conservación y como un posible centro de endemismo de posibles nuevas especies de Arthrostylidium y solanáseas.

## Fauna
Por su ubicación corazón de un monumental corte transversal en la cadena montañosa de la Cordillera de la Costa venezolana, las lomas y cerros del Topo Paují son considerados como una de las regiones de Venezuela más ricas en especies de aves.

## Susceptibilidad
El Topo Paují está en muy cercana proximidad al contacto humano por su gran adyacencia a El Consejo y a la Autopista Regional del Centro. Ello hace que se clasifique a esta región como extrema susceptibilidad y donde la frecuencia de incendio es de una vez por año. Estas son áreas de máxima prioridad que requieren la mayor vigilancia y prevención, ya que el no control ocasionaría la intervención de las zonas vitales de la hidrología, fauna y bosque de la monumental rama inferior de la Cordillera de la Costa.